# دی‌آنا بنت
دی‌آنا بنت (انگلیسی: DeAnna Bennett؛ زادهٔ ۱۸ نوامبر ۱۹۸۴) ورزشکار هنرهای رزمی ترکیبی اهل ایالات متحده آمریکا است. وی از سال ۲۰۱۲ میلادی تاکنون مشغول فعالیت بوده‌است.